# فلاديمير كوزنيتسوف
فلاديمير كوزنيتسوف هو رباع كازاخستاني، ولد في 21 أبريل 1984 في سيماي في كازاخستان.

## وصلات خارجية
- فلاديمير كوزنيتسوف على موقع أوليمبيديا (الإنجليزية)